# Armelle Iost
Armelle Iost (ur. 18 września 1966) – francuska judoczka. Startowała w Pucharze Świata w latach 1989-1993. Pierwsza w drużynie na mistrzostwach Europy w 1992 i trzecia w 1988. Brązowa medalistka akademickich MŚ w 1988. Mistrzyni Francji w 1991 roku.